# Osetja
Osetja (ryska: Осеча) är ett vattendrag i Belarus.   Det ligger i voblasten Vitsebsks voblast, i den norra delen av landet, 260 km nordost om huvudstaden Minsk.
Omgivningarna runt Osetja är en mosaik av jordbruksmark och naturlig växtlighet. Runt Osetja är det glesbefolkat, med 10 invånare per kvadratkilometer.